# Central nuclear de Plogoff (proyecto)
La Central nuclear de Plogoff fue un proyecto de instalación de una central nuclear en el municipio francés de Plogoff, situado en el departamento de Finisterre, en la región histórica de Bretaña. El proyecto comenzó hacia 1975, pero se hizo público en 1978, lo que provocó una fuerte movilización en su contra, de manera que tres años después el proyecto fue abandonado.

## Historia
En 1975 se hizo público un acuerdo de principios entre los consejos generales y el Consejo Económico y Social para construir una planta de energía nuclear en Bretaña . El Consejo Económico y Social y el Consejo General de Finisterre propusieron como sitio Plogoff en septiembre de 1978. El 29 de noviembre de 1978 el Consejo General de Finisterre acordó el establecimiento de una planta de energía nuclear en Plogoff por 28 votos contra 17.
El 30 de enero de 1980, los informes para la encuesta de utilidad pública fueron recibidos en el ayuntamiento de Plogoff, ante el que fueron quemados aquella misma tarde. El 31 de enero de 1980 comenzó la encuesta de utilidad pública en Plogoff. Se produjeron manifestaciones violentas. El 16 de marzo de 1980, 50 000 personas se manifiestan en la conclusión de la encuesta de utilidad pública. El 24 de mayo de 1980, entre 100 y 150.000 manifestantes celebraron el fin del procedimiento, participando de 50 a 60.000 en el fest-noz posterior. El 10 de mayo de 1981, François Mitterrand fue elegido presidente de la República y el nuevo gobierno socialista decidió abandonar el proyecto.

## Fuerzas del orden
Siete escuadrones móviles de policía fueron estacionados en Pont-Croix y Loctudy e intervino en Plogoff. Los gendarmes-paracaidistas fueron desplegados como refuerzos. Los gendarmes móviles a veces utilizaron vehículos blindados en Plogoff. Un helicóptero siguió a los manifestantes para proteger la circulación de las alcaldías anexas. Llegaron de Angers vehículos de ingeniería militar que fueron utilizados para destruir las barricadas.
En cuanto al armamento, fueron usadas granadas de aturdimiento en grandes cantidades, así como gases lacrimógenos instantáneos (tolita + gas CS). A pesar de su prohibición, se acusó a la policía de haber usado bromo-acetato de etilo durante los disturbios urbanos en Quimper, liquidando viejos stocks. 

## Consecuencias
En respuesta a la movilización, el proyecto fue abandonado, lo que fue una primicia en Francia.

## Documentales
- Plogoff, des pierres contre des fusils, Nicole Le Garrec, 1980, film-documental sobre les manifestacions.
- L'affaire Plogoff, Brigitte Chevet, 2000.
- Le Dossier Plogoff, Brigitte Chevet, 2000.